# Шћулци
Шћулци (итал. Schiulzi) је насељено место у унутрашњости Истарске жупаније, Република Хрватска. Административно је у саставу Града Бузета.

## Становништво
Према попису становништва из 2001. године у насељу Шћулци живело je 43 становника који су живели у 9 породичних домаћинстава.
Према последњем попису становништва из 2011. године у насељу Шћулци живело je 39 становника.
Кретање броја становника по пописима 1857—2001.
| година пописа  | 1857. | 1869. | 1880. | 1890. | 1900. | 1910. | 1921. | 1931. | 1948. | 1953. | 1961. | 1971. | 1981. | 1991. | 2001. | 2011. |
| бр. становника | 0     | 0     | 84    | 83    | 80    | 83    | 0     | 0     | 78    | 76    | 74    | 59    | 50    | 51    | 43    | 39    |

Напомена:У 1857. и 1869. подаци су садржани у насељу Блатна Вас, као и део података од 1880. до 1900., а 1921. и 1931. у насељу Роч. Као насеље исказује се од 1953.